# Metopius eritreae
Metopius eritreae är en stekelart som beskrevs av Morley 1912. Metopius eritreae ingår i släktet Metopius och familjen brokparasitsteklar. Inga underarter finns listade i Catalogue of Life.